# Pier Boorsma
Pier Boorsma (Sneek, 1944) is een Nederlandse dichter en schrijver. Hij schrijft voornamelijk in het Fries.
Hij studeerde filosofie aan de Universiteit van Amsterdam. In 1969 richtte hij samen met Pieter de Groot en Johan Frieswijk het kwartaalblad Sonde op. In 1989 verhuisde hij naar Groningen en studeerde daar Fries aan de Rijksuniversiteit Groningen. In 1994 verscheen de tweetalige bloemlezing Spiegel van de Friese poëzie. Sinds 2001 is hij werkt hij als recensent voor het Friesch Dagblad. Zijn werk doet denken aan de schrijfstijl van Obe Postma.
Enkele van zijn gedichten werden bekroond met de Rely Jorritsmapriis: Diaspora (1965), Al wer in nije dei (1973), Lizzend op it strân (1976), Lêste simmer (1980), Sels-portret (1993) en d'Âld man (1994).